# Futbol'nyj Klub Hoverla
Il Futbol'nyj Klub Hoverla, meglio noto come Hoverla, è stata una società calcistica ucraina con sede nella città di Užhorod.

## Storia
Il club venne fondato nel 1944 e durante l'era sovietica non riuscì a raggiungere alcun risultato sportivo degno di nota.
Dopo la dissoluzione dell'Unione Sovietica, il club venne promosso per la prima volta nella massima serie ucraina nella stagione 2001-2002, venendo però immediatamente retrocesso. Ha militato poi nella Vyšča Liga anche nel bienneio tra il 2004 e il 2006, e, nuovamente, nella  stagione 2007-2008 e 2012-2013.

## Strutture

### Stadio
Lo stadio Avangard, che ospita le partite interne, ha una capacità di 12.000 spettatori.

## Cronologia dei nomi
- 1925 - SC Rusj Užhorod
- 1939 - SC Rusj Ungvár
- 1946 - Spartak
- 1961 - Verkhovyna
- 1971 - Hoverla
- /  1982 - Zakarpattia
- 1997 - Verkhovyna
- 1999 - Zakarpattia
- 2011 - Hoverla-Zakarpattia
- 2012 - Hoverla

## Palmarès

### Competizioni nazionali
- Coppa della RSS Ucraina: 1

1950
- Druha Liha: 1

1998-1999
- Perša Liha: 3

2003-2004, 2008-2009, 2011-2012

### Altri piazzamenti
- Perša Liha:

Secondo posto: 2000-2001, 2006-2007

## Rosa 2015-2016
| N. |                    | Ruolo | Calciatore           |
| -- | ------------------ | ----- | -------------------- |
| 2  | Ucraina (bandiera) | C     | Viktor Hej           |
| 3  | Ucraina (bandiera) | D     | Vyacheslav Lukhtanov |
| 4  | Ucraina (bandiera) | C     | Oleh Bilyi           |
| 5  | Ucraina (bandiera) | D     | Mykhaylo Ryashko     |
| 6  | Ucraina (bandiera) | C     | Dmytro Jeremenko     |
| 7  | Ucraina (bandiera) | A     | Dmytro Chl'obas      |
| 8  | Ucraina (bandiera) | C     | Oleksiy Savchenko    |
| 9  | Ucraina (bandiera) | A     | Oleksij Choblenko    |
| 10 | Ucraina (bandiera) | A     | Ihor Chudob"jak      |
| 11 | Ucraina (bandiera) | C     | Vitalij Hemeha       |
| 12 | Ucraina (bandiera) | P     | Artur Rudko          |
| 17 | Ucraina (bandiera) | C     | Orest Kuzyk          |

| N. |                     | Ruolo | Calciatore           |
| -- | ------------------- | ----- | -------------------- |
| 20 | Lettonia (bandiera) | D     | Vitālijs Jagodinskis |
| 21 | Ucraina (bandiera)  | D     | Ihor Hončar          |
| 22 | Ucraina (bandiera)  | C     | Yuriy Toma           |
| 23 | Ucraina (bandiera)  | D     | Serhij Ljul'ka       |
| 24 | Ucraina (bandiera)  | C     | Vitaliy Kaverin      |
| 27 | Ucraina (bandiera)  | C     | Andrij Curikov       |
| 28 | Ucraina (bandiera)  | C     | Jevhen Čumak         |
| 29 | Ucraina (bandiera)  | A     | Mychajlo Serhijčuk   |
| 30 | Ucraina (bandiera)  | D     | Pavlo Ivanov         |
| 33 | Ucraina (bandiera)  | P     | Dmytro Babenko       |
| 77 | Ucraina (bandiera)  | D     | Pavlo Kutas          |

## Rosa 2014-2015
| N. |                       | Ruolo | Calciatore         |
| -- | --------------------- | ----- | ------------------ |
| 1  | Ucraina (bandiera)    | P     | Oleksandr Nad      |
| 2  | Ucraina (bandiera)    | C     | Oleksiy Polyanskyi |
| 4  | Ucraina (bandiera)    | D     | Andriy Khomin      |
| 5  | Togo (bandiera)       | D     | Serge Akakpo       |
| 6  | Romania (bandiera)    | C     | Alexandru Tudose   |
| 7  | Montenegro (bandiera) | C     | Mirko Raičević     |
| 8  | Ucraina (bandiera)    | C     | Serhiy Myakushko   |
| 9  | Ucraina (bandiera)    | C     | Oleh Herasymyuk    |
| 10 | Ucraina (bandiera)    | A     | Maksym Feščuk      |
| 11 | Ucraina (bandiera)    | A     | Serhij Kuznecov    |
| 13 | Ucraina (bandiera)    | C     | Ihor Korotec'kyj   |
| 14 | Ucraina (bandiera)    | D     | Taras Kačaraba     |
| 15 | Ucraina (bandiera)    | C     | Dmytro Trukhin     |
| 16 | Uzbekistan (bandiera) | A     | Maksim Shatskikh   |
| 18 | Ucraina (bandiera)    | C     | Mykola Vechurko    |
| 19 | Ucraina (bandiera)    | C     | Mykhaylo Replyuk   |

| N. |                     | Ruolo | Calciatore           |
| -- | ------------------- | ----- | -------------------- |
| 20 | Lettonia (bandiera) | D     | Vitālijs Jagodinskis |
| 21 | Ucraina (bandiera)  | P     | Maksym Koval         |
| 22 | Ucraina (bandiera)  | P     | Dmytro Babenko       |
| 23 | Ucraina (bandiera)  | D     | Serhij Ljulka        |
| 24 | Ucraina (bandiera)  | C     | Vitaliy Kaverin      |
| 25 | Nigeria (bandiera)  | C     | Lukman Haruna        |
| 28 | Croazia (bandiera)  | C     | Ivan Rodić           |
| 29 | Ucraina (bandiera)  | D     | Illya Hlushytskyi    |
| 32 | Ucraina (bandiera)  | D     | Mychajlo Pysko       |
| 42 | Ucraina (bandiera)  | D     | Vitaliy Fedoriv      |
| 44 | Croazia (bandiera)  | D     | Lorenco Šimić        |
| 77 | Ucraina (bandiera)  | A     | Valeriy Hryshyn      |
| 88 | Ucraina (bandiera)  | C     | Vyacheslav Akimov    |
| 95 | Ucraina (bandiera)  | D     | Vyacheslav Lukhtanov |
| 99 | Ucraina (bandiera)  | A     | Dmytro Khlyobas      |

## Rosa 2011-2012
| N. |                       | Ruolo | Calciatore          |
| -- | --------------------- | ----- | ------------------- |
| 1  | Ucraina (bandiera)    | P     | Oleksandr Nad'      |
| 3  | Ucraina (bandiera)    | D     | Pavlo Shchedrakov   |
| 6  | Moldavia (bandiera)   | C     | Serhei Nudnii       |
| 7  | Montenegro (bandiera) | C     | Mirko Raičević      |
| 8  | Serbia (bandiera)     | C     | Aleksandar Trišović |
| 9  | Ucraina (bandiera)    | C     | Serhiy Kucherenko   |
| 10 | Nigeria (bandiera)    | A     | Charles Newuche     |
| 11 | Ucraina (bandiera)    | C     | Stanislav Pechenkin |
| 15 | Ucraina (bandiera)    | P     | Nazar Penkovets     |
| 13 | Ucraina (bandiera)    | D     | Yevhen Yeliseyev    |
| 14 | Georgia (bandiera)    | A     | Lasha Jakobia       |
| 15 | Ucraina (bandiera)    | C     | Dmytro Trukhin      |
| 16 | Ucraina (bandiera)    | C     | Platon Svyrydov     |
| 17 | Ucraina (bandiera)    | D     | Serhiy Boyko        |

| N. |                     | Ruolo | Calciatore            |
| -- | ------------------- | ----- | --------------------- |
| 18 | Ucraina (bandiera)  | C     | Oleksandr Sytnik      |
| 19 | Ucraina (bandiera)  | D     | Yehor Bidnyi          |
| 20 | Ucraina (bandiera)  | A     | Mykhaylo Malin        |
| 21 | Armenia (bandiera)  | C     | Eġiše Melik’yan       |
| 22 | Ucraina (bandiera)  | C     | Shandor Vaida         |
| 23 | Ucraina (bandiera)  | C     | Oleh Mishchenko       |
| 28 | Ucraina (bandiera)  | D     | Mykola Hybalyuk       |
| 30 | Ucraina (bandiera)  | P     | Myroslav Lyutnyanskyi |
| 31 | Ucraina (bandiera)  | P     | Dmytro Babenko        |
| 77 | Ucraina (bandiera)  | D     | Vitaliy Komarnytskyi  |
| 99 | Bulgaria (bandiera) | A     | Svetoslav Todorov     |
|    | Albania (bandiera)  | D     | Debatik Curri         |
|    | Ucraina (bandiera)  | A     | Oleksandr Ovchynnikov |
|    | Giappone (bandiera) | C     | Yasuhiro Katō         |